# Nagaina
Genre
Nagaina est un genre d'araignées aranéomorphes de la famille des Salticidae.

## Distribution
Les espèces de ce genre se rencontrent en Amérique latine.

## Liste des espèces
Selon World Spider Catalog (version 23.5, 14/11/2022) :
- Nagaina berlandi Soares & Camargo, 1948
- Nagaina diademata Simon, 1902
- Nagaina incunda Peckham & Peckham, 1896
- Nagaina tricincta Simon, 1902

## Systématique et taxinomie
Ce genre a été décrit par Peckham et Peckham en 1896 dans les Attidae.

## Publication originale
- Peckham & Peckham, 1896 : « Spiders of the family Attidae from Central America and Mexico. » Occasional Papers of the Natural History Society of Wisconsin, vol. 3, no 1, p. 1-101 (texte intégral).